# Louis Joseph de Lorraine, duc de Guise

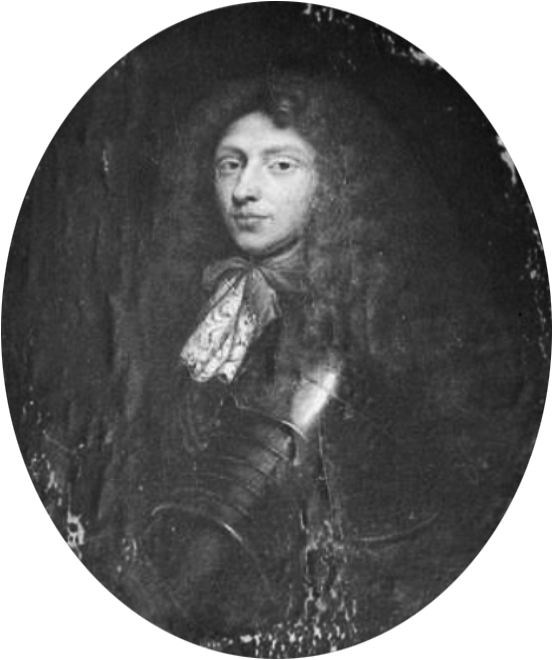
Louis Joseph de Lorraine, duc de Guise

Louis Joseph de Lorraine der sechste Duc de Guise, Herzog von Angoulême (* 7. August 1650; † 30. Juli 1671 in Paris) war ein Neffe Henri II., dessen Ehe kinderlos blieb und stand dem Herzogtum Guise von 1664 bis 1671 vor.

## Leben
Louis Joseph war der einzige Sohn von Louis de Lorraine, Herzog von Joyeuse aus dem Hause Guise, einer jüngeren Linie des Hauses Vaudémont, der seit 1483 regierenden Herzöge von Lothringen, und der Marie Françoise de Valois. Er wurde von seiner Tante Marie de Lorraine erzogen, da seine Mutter krank war. Unter Leitung von „Mademoiselle de Guise“ erhielt er eine ausgezeichnete Ausbildung. Nach dem Tod seines Vaters erbte er 1664 auch den Titel Prince de Joinville. 
Als Nachfolger seines Onkels als Herzog von Guisse ließ er den Familiensitz in Paris renovieren und zur herrschaftlichen Residenz ausbauen.
Er wurde militärischer Berater des Königs Ludwig XIV. in dessen Auftrag er König Charles II. von England aufsuchte. Dort erkrankte er am 18. Juni 1671 und starb 12 Tage später. Die Begräbnismusik komponierte Marc-Antoine Charpentier, der zuvor schon die Hochzeitsmusik komponiert hatte. Sein Leichnam wurde nach Joinville überführt, dort wurde er in der Familiengruft beigesetzt; sein Herz wurde in der Abtei St-Pierre de Montmartre bestattet.

## Nachkommen
Am 15. Juni 1667 heiratete der 17-Jährige in Saint-Germain-en-Laye Élisabeth Marguerite d’Orléans, Duchesse d’Alençon, (* 26. Dezember 1646 in Paris; † 17. März 1696 in Versailles) Tochter von Gaston de Bourbon, Herzog von Orléans, und Margarete von Lothringen. Die Hochzeitsmusik komponierte Marc-Antoine Charpentier unter dessen Leitung sie auch in der Kapelle von Schloss Saint-Germain-en-Laye aufgeführt wurde. 
- François Joseph de Lorraine-Guise (* 28. August 1670 in Paris; † 16. März 1675 in Paris), Herzog von Alençon,  9. Prinz de Joinville, Herzog von Joyeuse